# برونو بيريرا مينديز
برونو بيريرا مينديز (بالبرتغالية: Bruno Mendes) (2 أغسطس 1994 في البرازيل - ) هو لاعب كرة قدم برازيلي في مركز الهجوم. شارك مع منتخب البرازيل تحت 20 سنة لكرة القدم. أما مع النوادي، فقد لعب مع أتلتيكو باراناينسي وبوتافوغو ريغاتاس وفيتوريا دي غيماريش ونادي أفاي لكرة القدم ونادي غواراني وديبورتيفو مالدونادو ونادي ماكاي.

## وصلات خارجية
- برونو بيريرا مينديز على موقع رابطة كرة القدم اليابانية للمحترفين (اليابانية)
- برونو بيريرا مينديز على موقع قاعدة بيانات كرة القدم.إي يو (الإنجليزية)
- برونو بيريرا مينديز على موقع Soccerway.com (الإنجليزية)
- برونو بيريرا مينديز على موقع عالم كرة القدم.نت (الإنجليزية)
- برونو بيريرا مينديز على موقع AS.com (الإسبانية)